# 北朝鮮に滞在する日本人配偶者
北朝鮮に住む残留日本人（きたちょうせんにすむざんりゅうにほんじん）とは、戦時中もしくは戦後に在日朝鮮人と結婚などの理由で、朝鮮に渡ったまま帰国ができなかった日本人である。

## 概要
1960年時点で最終終息のある残留日本人は、同年1月1日付で当時の厚生省が作成した資料によると合計1011人である。
2017年に、残留者や1960年代に朝鮮籍男性と結婚して渡航した5人の女性が北朝鮮側の設定した会見に臨み、墓参などのための一時帰国と長期的には国交正常化による自由往来を望むとコメントした。